# 샬럿 베스트
샬럿 베스트(Charlotte Best, 1994년 1월 16일 ~ )는 오스트레일리아의 배우, 모델이다.